# Dolní Bavorsko
Dolní Bavorsko (německy Niederbayern) je jeden ze sedmi vládních obvodů Svobodného státu Bavorska v Německu. Nachází se na východě státu, hraničí na severu s Horní Falcí na severovýchodě s Českou republikou, na jihu s Horními Rakousy a na západě s Horními Bavory.

## Administrativní členění
Správní obvod Dolní Bavorsko zahrnuje 3 městské okresy a 9 zemských okresů:

### Městské okresy
1. Landshut
2. Passau
3. Straubing

### Zemské okresy
1. Deggendorf (DEG)
2. Dingolfing-Landau (DGF)
3. Freyung-Grafenau (FRG)
4. Kelheim (KEH)
5. Landshut (LA)
6. Pasov (Passau, PA)
7. Regen (REG)
8. Rottal-Inn (PAN)
9. Straubing-Bogen (SR)

## Obyvatelstvo
| Vývoj počtu obyvatel |           |
| 1900                 | 678 192   |
| 1910                 | 724 331   |
| 1939                 | 755 980   |
| 1950                 | 1 041 333 |
| 1961                 | 927 724   |
| 1970                 | 977 166   |
| 1987                 | 1 027 374 |
| 2002                 | 1 191 476 |
| 2005                 | 1 196 923 |
| 2008                 | 1 193 444 |
| 2013                 | 1 189 153 |